# 人形佐七捕物帳 (1977年のテレビドラマ)
『人形佐七捕物帳』（にんぎょうさしちとりものちょう）は、1977年（昭和52年）4月9日から12月24日までテレビ朝日系列にて毎週土曜日20時から20時54分に放映された松方弘樹主演のテレビ時代劇。全34回。

## 概要
おなじみ人形佐七親分は、神田お玉が池で親の代から十手捕縄を預かる御用聞き。人形焼き屋を営む恋女房のお粂に息子の三太、乾分のきんちゃくの辰とうらなりの豆六の佐七一家が、次々に起きる怪事件の謎を追って、花のお江戸を東奔西走する。 
横溝正史の原作では、人形佐七の由来は「人形のようにいい男」だが、本作品では女房が人形焼き屋を営んでることが由来という新解釈がとられた。また、原作では子供はいないが、本作品では三太という子供がおり、家庭的な雰囲気を強調して佐七の従来のイメージを一新した。 

## キャスト
- 人形佐七…松方弘樹
- お粂…真屋順子
- きんちゃくの辰（辰五郎)…渡辺篤史
- 鳥越の茂平次…室田日出男(第1話 - 第4話)[1]　→志賀勝(第24話 - 第34話)
- 弥兵衛…牟田悌三
- お咲…山本由香利
- 三太…田沢充
- 歌吉…富山真沙子
- おかめ床の安…勝野賢三(第4話 - 第33話)
- とんびの亀八…阿波地大輔(第24話 - 第34話)
- お加代…奈美悦子(第25話 - 第34話)
- お鈴…小林幸子(第25話 - 第34話)
- おりょう…野川由美子
- 神崎甚五郎…高橋悦史
- うらなりの豆六…川谷拓三(第1話 - 第23話)→笑福亭鶴光(第24話 - 第34話)

## スタッフ
- 監督・脚本は#放映リストを参照。

- プロデューサー：落合兼武(テレビ朝日)、杉井進、渡辺操、今川行雄
- 原作：横溝正史
- 音楽：渡辺岳夫
- 制作：テレビ朝日、東映

## 主題歌
- 「傷ついても」（作詞：川野知介、作曲：渡辺岳夫、編曲：森岡賢一郎、歌：松方弘樹）

## 放映リスト
※出演はクレジットタイトルの表記順。
| 話数 | 放送日     | サブタイトル     | 脚本              | 監督     | ゲスト |
| ---- | ---------- | ---------------- | ----------------- | -------- | --- |
| 1    | 1977/4/9   | 涙で咲いた愛の凧 | 鈴木兵吾          | 原田隆司 | 吉五郎：大坂志郎／新三：草野大悟、介十郎：遠藤太津朗／おせん：弓恵子、おぬい：遠藤真理子、儀兵衛：伊沢一郎／小僧:道井和仁、松助：森源太郎、新三の配下：矢部義章、新三の配下：西山清孝 |
| 2    | 1977/4/16  | 罠を砕いた木十手 | 鈴木兵吾          | 荒井岱志 | 熊七：岡田英次／お起久：高田敏江、車坂の長次：和崎俊哉／斉藤一：勝部演之、まむしの寅：有川正治／与力：小田正作、同心：波多野博、金太郎：山田良樹／喜助：遠山金次郎、岡っ引き：平河正雄、小者：椿竜二、お遍路の母：林三恵 |
| 3    | 1977/4/23  | 呪われた錦絵美人 | 津田幸於          | 原田隆司 | 伊助：内藤武敏／おりん：本阿弥周子、藤蔵：川合伸旺／口上男:林家こん平、お組：清島智子、吉兵衛：牧冬吉／喜助：中村錦司、銀次：山下勝也、山田軍兵衛:岩尾正隆／おせい：東竜子、番頭:有島淳平、嘉助：矢奈木邦二朗、同心：笹木俊志／お蝶：伊藤裕子、お連：名倉美里、女中：桂登志子、おみよ：橋梅希代子 |
| 4    | 1977/4/30  | 過去を見失った男 | 飛鳥ひろし        | 荒井岱志 | 鈴之助：河原崎長一郎／お小夜：渡辺やよい、遠州屋仁吉：天津敏／源次：曽根将之、以蔵：山村弘三、森玄蕃：野口貴史／小山田頼母：田畑猛雄、花長の親爺：日高久、玄石：疋田泰盛／安：勝野賢三、やくざ者：福本清三、大工：木谷邦臣、番人：島田秀雄／哲：森谷譲、酔っぱらい：畑中伶一、長屋のおかみ：星野美恵子、矢場の女：美松艶子                                                                                         |
| 5    | 1977/5/7   | 遺恨十年逆十手   | 押川国秋          | 松尾昭典 | 松井平助：今井健二、駒形の寅蔵：深江章喜／捨八：梅津栄、林田新十郎：三木敏彦、今朝吉：森下哲夫／岩松：西田良、藤八：井上茂、おなか：志乃原良子／兼吉：峰蘭太郎、三次：松本泰郎、殺される男：藤原勝、松島屋の奉公人：大月正太郎 |
| 6    | 1977/5/14  | 音羽の猫は金の爪 | 飛鳥ひろし        | 松尾昭典 | 岡本欣吾：竜崎勝／お千代：瞳順子、お銀：川崎あかね／萩原十太夫：田中浩、おその：石井富子、喜兵衛：長澄修／吉蔵：剣持伴紀、留吉：成瀬正、井上半兵衛：国一太郎、甚八：日野道夫／お村：岡嶋艶子、芳三：鳥巣哲生、門番：泉好太郎、差配：宮城幸生／三輪の仙吉：山田吾一 |
| 7    | 1977/5/21  | 十手嵐の晴れ祝言 | 和久田正明        | 荒井岱志 | お袖：永野裕紀子、三太：田沢充／幸兵衛：北村英三、吉五郎：名和広／源助：谷口完、五兵衛：山岡徹也、辰造：汐路章／金八：広瀬義宣、与之助：新田章、惣助：唐沢民賢／弥助：阿波地大輔、お仲：近江輝子、お新：三笠敬子／町役人：白川浩二郎、文吉：藤沢徹夫、仙太：司裕介、矢場の女：美松艶子／房吉：織田あきら |
| 8    | 1977/5/28  | 仏が消えた雷の宿 | 鈴木兵吾          | 荒井岱志 | お夏：池波志乃／宗七：柴田侊彦、お稲：本山可久子／文字清：藤山律子、永代の藤造：黒部進、米三郎：船水俊宏／俵屋五平：北原将光、お吉：宮前ゆかり、文字清の父：北見唯一／安：勝野賢三、お組：奥村裕子、お吉の母：道井恵美子、小松屋の番頭：大東俊治／久吉：奈辺悟、やくざ：小峰一男、浪人：池田謙治、おかみさん：富永佳代子                                                                                           |
| 9    | 1977/6/4   | 冥土の恨み独楽   | 押川国秋          | 原田隆司 | 松吉：三ツ矢雄二／駒形の寅蔵：深江章喜、清八：近藤宏／文造：大前均、常吉：重久剛、村越弥兵太：丘路千／小助：日吉としやす、松吉の姉：野川愛、茶店の親爺：寺島雄作／壺振り：土橋勇、ちんぴら：加藤匤志、ちんぴら：小坂和之 |
| 10   | 1977/6/18  | 罪をかぶった罪   | 飛鳥ひろし        | 原田隆司 | 秀次：矢吹二朗／林田新十郎：三木敏彦、三太：田沢充／お光：高橋みどり、銀次：片桐竜次、飯沼伝八郎：佐藤京一／嘉助：寺下貞信、お杉：武田てい子、宇兵衛：村居京之輔／弥吉：有島淳平、賭場の若い衆：細川ひろし、与力：小田正作、例繰り方：笹木俊志／職人：志茂山高也、職人：寺内文夫、小夏：楠三千代、猪之助：大矢敬典／清太郎：寺田農                                                                                 |
| 11   | 1977/6/25  | 友を狙った火薬弾 | 鈴木兵吾          | 池広一夫 | 音次：森次晃嗣／小川重左衛門：今福正雄、左和：二宮さよ子／お秋：志摩みずえ、太一郎：瀬賀敏之、与力：小田部通麿／花火屋：森源太郎、同心A：波多野博、同心B：木谷邦臣、めしやのおやじ：和田昌也 |
| 12   | 1977/7/2   | 寅の日は御用の日 | 津田幸於          | 池広一夫 | 勝次：辻萬長、お米：原田英子／天狗の弥造：志賀勝、西国屋伝兵衛：永野達雄／筧源十郎：千葉敏郎、おたき：小柳圭子、松田屋清五郎：中村錦司／岡場所の女：星野美恵子、林三恵、丸平峯子／亀吉：福本清三、庄太：岡本将、伊八：池田謙治、役人：藤長照夫／お倉：三崎千恵子 |
| 13   | 1977/7/9   | 謎を運んだ難破船 | 飛鳥ひろし        | 荒井岱志 | お浜：今出川西紀／板倉源内：須賀不二夫、駿河屋伝左衛門：田島義文／尾崎三蔵：有川正治、出口鎌太郎：出水憲司、平戸屋市蔵：鈴木康弘／多賀屋治兵衛：海老江寛、嘉助：芦田鉄雄、与作：森秀人／三浦屋の番頭：高並功、大八木九十郎：川浪公次郎、御用人足：蓑和田良太／万造：宮城幸生、清八：白井孝史、女中：飛鳥ゆう子 |
| 14   | 1977/7/16  | 朝泳ぐ女         | 鈴木兵吾          | 荒井岱志 | 千代松：庄野たけし、三太：田沢充／久三：穂積隆信／茂左衛門：久富惟晴、相模屋宇兵衛：北原義郎／お妻：八木昌子、おしの：団なつき／安：勝野賢三、お島：松本恭蘭、やくざ者：秋山勝俊／浪人：山田良樹、やくざ者：小代研一、番屋のおやじ：大城泰 |
| 15   | 1977/7/23  | 火事を出した幽霊 | 津田幸於          | 池広一夫 | お市：松木聖、お新：小山あけみ／島田屋伝蔵：沼田旺一、峰吉：日高晤郎、坂井屋庄兵衛：中井啓輔／下条軍十郎：五味竜太郎、おちか：松村康世、作蔵：山村弘三／山口屋武平：入江慎也、義助：島田秀雄、矢崎新兵衛：大木晤郎／加田屋：小田正作、番頭：大月正太郎、火消し：友金敏雄、能面屋主人：村居京之輔／浪花五郎、林三恵、奥田綾美、池田美智子、亀谷幸代／駒勇：堀越陽子                                                 |
| 16   | 1977/7/30  | 四日に一度の恋   | 押川国秋          | 池広一夫 | お初：服部妙子／平井玄七郎：井上昭文、多吉：高田直久／久造：岩田直二、伊勢屋福松：須藤健／市原作之助：西田良、早川孫兵衛：森章二／利助：五十嵐義弘、六兵衛：平沢彰／医者：疋田泰盛、和七：鳥巣哲生、ぼてふり：司裕介 |
| 17   | 1977/8/13  | 怨霊を呼ぶ蛍屋敷 | 大津一郎 亀岡正人 | 荒井岱志 | おとし・お町：新海百合子、三太：田沢充／金兵衛：木村元、京造：水上保広／彦三郎：成瀬正、お源：岡嶋艶子、無宿人：阿波地大輔／手代：大東俊治、同心：笹木俊志、熊：小峰隆司／医者：野村鬼笑、女中：桂登志子、無宿人：壬生新太郎、無宿人：藤原勝／高瀬晶、高瀬望、北村わたる、弓周市／伝吉：長谷川明男 |
| 18   | 1977/8/20  | 鶴千番が死を招く | 鈴木兵吾 金子利平 | 荒井岱志 | 三太：田沢充、お節：野村しのぶ、鶴吉：吉田隆之／半次：早川保／仁平：織本順吉／備前屋：小林昭二、卯吉：岡部正純／乾：波多野博、おたみ：見島奈津江、三浦屋：矢奈木邦二朗、備前屋番頭：高谷舜二／藤沢徹夫、峰蘭太郎、志茂山高也、司裕介、後藤マリ／お松：宮園純子 |
| 19   | 1977/8/27  | 贋金を裂く仮親子 | 津田幸於          | 山下耕作 | 林田新十郎：三木敏彦、三太：田沢充／おせき：中原早苗／浅吉：立花直樹、おこう：折原真紀／井筒屋藤蔵：神田隆、矢吹源十郎：長谷川弘／新助：新田章、常吉：重久剛、浪人：山田良樹／松吉：松原健司、賭場の男：小坂和之、浪人：友金敏雄／長屋のおかみ：美松艶子、浅吉の幼年時代：北村勝一朗、おこうの幼年時代：福山真由美／米造：天田俊明                                                                                 |
| 20   | 1977/9/3   | 悪を走らせた純愛 | 押川国秋          | 山下耕作 | 長吉：石田信之、お凉：竹田かほり／次助：藤岡重慶、お千代：大関優子／源助：穂高稔、惣兵衛：五藤雅博／おかめ床の安：勝野賢三、寅造：井上茂、安吉：滝譲二／やくざ者：池田謙治、細川ひろし、藤長照夫／清六：遠山金次郎、木戸役人：平河正雄、女中：丸平峯子 |
| 21   | 1977/9/10  | 花火に震える女   | 鈴木兵吾          | 萩原将司 | 三太：田沢充、お直：杉まゆみ／おるい：赤座美代子／多十：石橋蓮司／喜之助：小田部通麿、宇之松：中田博久／小室仁斉：西山嘉孝、客：笹五朗、客：多賀勝／早見栄子、森源太郎、木谷邦臣、石村静／長次：高橋長英 |
| 22   | 1977/9/17  | お粂が仕掛けた罠 | 押川国秋          | 池広一夫 | 三太：田沢充、お露：奈三恭子／切通しの源八：中野誠也／玉之助：青山良彦、坂井勝之進：北上弥太朗／伊助：坂口徹郎、与力：小田正作、お清：三浦徳子／大月正太郎、小代研一、浜加代子、三谷真理子 |
| 23   | 1977/10/1  | 障子を開けた不幸 | 津田幸於          | 池広一夫 | 三太：田沢充、長吉：伊藤久哉／佐平次：西沢利明／紋次：大林丈史、森田屋源蔵：高城淳一／相模屋久兵衛：中村錦司、お杉：吉川雅恵／おせい：桜井浩子、杉田順庵：岩城力也、山崎東十郎：堀田真三／お篠：島村昌子、佐原屋平八：有島淳平、長屋の内儀：林三恵／おえん：野際陽子 |
| 24   | 1977/10/15 | 他人の名で死ぬ男 | 中村勝行          | 荒井岱志 | 六兵衛：常田富士男／弥八：和崎俊哉、お民：大森不二香／留造：伊東亮英、とんびの亀八：阿波地大輔／清吉：峰蘭太郎、弥八の配下：福本清三、矢部義章、喜助：蓑和田良太／同心：笹木俊志、職人：野崎善彦、大工：藤沢徹夫、いかけ屋：畑中怜一／家主：大城泰、伊勢屋：和田昌也、お民の幼年時代：塩田ゆかり、ター坊：吉尾恵士                                                                                                 |
| 25   | 1977/10/22 | 喉笛を突く美女   | 鈴木兵吾          | 荒井岱志 | 志乃：鮎川いづみ／備前屋清蔵：横森久、右衛門の局：白木万理／藤八：守屋俊志、とんびの亀八：阿波地大輔、おしま：中村たつ／喜兵衛：唐沢民賢、沢田正平：溝田繁、安：勝野賢三／地廻り：池田謙治、西山清孝、大矢敬典、志茂山高也／若侍：黛康太郎、友金敏雄、道場主：遠山金次郎、船長：藤原勝／与力：小田正作、疋田泰盛、島田秀雄、料亭の女将：星野美恵子／ケン太：細井伸悟、岡本将、おさき：亀谷幸代、ワンワン：橋本卓也 |
| 26   | 1977/10/29 | はぐれた二人の絆 | 津田幸於          | 池広一夫 | 島吉：目黒祐樹／おせん：蓜島恵子、柏木道玄：稲葉義男／酉蔵：勝部演之、とんびの亀八：阿波地大輔、甲州屋文蔵：山本清／美濃屋：江並隆、山田屋：藤尾純、山上伊十郎：丘路千／おかめ床の安：勝野賢三、お徳：小林加奈枝、お芳：丘夏子、やくざ：松本泰郎／庄吉：羽根康仁、長屋の内儀：楠三千代、和歌林三津江、銀次：竹井雅文                                                                                               |
| 27   | 1977/11/5  | 豆六に女難の相！ | 鈴木生朗          | 池広一夫 | 夜鴉の長兵衛：小池朝雄／幸助：菅貫太郎、お新：ひし美ゆり子／おみね：猪俣光世、青木孫九郎：梅津栄／とんびの亀八：阿波地大輔、僧：伴勇太郎、夜鴉の一味：白川浩二郎／太吉：小阪和之、水茶屋の女：富永佳代子、仙造：山田良樹／捕方：泉好太郎、寺男：浪花五郎、特技：宍戸大全 |
| 28   | 1977/11/12 | 護送し損ねた幸福 | 押川国秋          | 荒井岱志 | 林田与作：高津住男／お梅：若柳禄寿、留八：江幡高志／安木：中井啓輔、とんびの亀八：阿波地大輔、宇左衛門：市川男女之助／定松：中村孝雄、石出帯刀：新井和夫、兼吉：重久剛／利三郎：三島猛、安：勝野賢三、穂太郎：小塙謙士／福本清三、寺内文夫、土橋勇、藤川弘、松原健司 |
| 29   | 1977/11/19 | 銚子をつぶす左指 | 鈴木兵吾          | 荒井岱志 | 喜太郎：工藤堅太郎／仁吉：金井大、お直：鳥居恵子／富蔵：川合伸旺、藤川：汐路章／とんびの亀八：阿波地大輔、美濃屋：伊藤克、千太：五十嵐義弘／長屋のばあさん：武田てい子、女中：城戸妙子、熊八：司裕介／六造：藤長照夫、久六：藤沢徹夫、手代：椿竜二 |
| 30   | 1977/11/26 | 毒蛇に噛まれた心 | 今村文人          | 松尾昭典 | お松：高田敏江／貞之助：酒井修、お静：森下愛子／吉兵衛：浜田寅彦、河井彦次郎：小林尚臣、半助：南道郎／とんびの亀八：阿波地大輔、辰の父親：笹木俊志、住職：山村弘三／ガキ大将：池田真司、辰の子供時代：弓周市、貞之助の子供時代：岡本崇／丸平峯子、星野美恵子、木谷邦臣、友金敏雄／森田作左衛門：御木本伸介 |
| 31   | 1977/12/3  | 捕物くらべ西東   | 飛鳥ひろし        | 萩原将司 | お玉：結城しのぶ／諸岡九十郎：原田清人、とんびの亀八：阿波地大輔／十海屋：牧冬吉、お光：岡本ひろみ、木村：成瀬正／池田新之丞：遠藤剛、備前屋：入江慎也、伝次：岩尾正隆／安：勝野賢三、お茂：橋本朔子、番人：疋田泰盛、伊藤：波多野博／俵屋の番頭：宮城幸生、手代：高谷舜二、丙牛の一味：志茂山高也、藤沢徹夫／七兵衛：桑山正一                                                                                     |
| 32   | 1977/12/10 | 十手に含めた因果 | 押川国秋          | 松尾昭典 | 伊三郎：岡崎二朗／弥五平：宮口二郎、とんびの亀八：阿波地大輔／仁左衛門：伊達三郎、椎名平三郎：大和田進／おせつ：早川絵美、仙助：鈴木康弘、荒尾但馬守：永田光男／菅原半兵衛：成田三樹夫 |
| 33   | 1977/12/17 | 泥棒市が結ぶ恋   | 中村勝行          | 小沢茂弘 | おこの：小林かおり／礼二郎：南条弘二、おはま：森秋子／とんびの亀八：阿波地大輔、八十吉：野口貴史、船宿の親爺：大東梁佶／藤七：有川正治、安：勝野賢三、清右衛門：志摩靖彦／岩松：秋山勝俊、太吉：吉田隆之、手代：笑福亭學光／嘉兵衛：待田京介 |
| 34   | 1977/12/24 | 逆夢を買った女   | 津田幸於          | 小沢茂弘 | 柏木田三郎：有川博／綱吉：本郷直樹、市川あやめ：橘麻紀／とんびの亀八：阿波地大輔、猿の伝次：内田勝正、藤兵衛：山岡徹也／商人：北村晃一、お蝶：土田まゆみ、松造：大木晤郎／大城泰、福本清三、壬生新太郎、泉春子、大矢敬典／小雪：志穂美悦子 |

## 媒体・再放送
2017年(平成29年)10月23日より東映チャンネルで全話が再放送された。

## 備考
- 佐七役の松方弘樹は、1965年（昭和40年）にNHKの「大衆名作座 人形佐七捕物帳」でも人形佐七を演じている。